# Байонет объектива
Байоне́т объекти́ва (от фр. baïonnette — штык) — разновидность байонетного соединения, предназначенная для крепления оправы объектива к съёмочной камере. В советских источниках встречается термин штыковое соединение, также обозначающее байонет. В современной аппаратуре байонет является не только механическим, но и электронным интерфейсом, осуществляя соединения микропроцессоров объектива и камеры с помощью электрических контактов. Производители могут использовать как собственные стандарты байонета, несовместимые с «чужими», так и универсальные, использующиеся во многих типах аппаратуры. На сегодняшний день существует несколько десятков стандартов байонетного крепления объективов, многие из которых считаются устаревшими.

## Назначение
Назначение байонетного крепления — поддержание точного положения оптических элементов объектива относительно фотоматериала или светочувствительной матрицы. При этом байонет позволяет легко заменять объектив и устанавливать его надёжные механические и электрические соединения с камерой.
Основное преимущество байонета по сравнению с резьбовым креплением — точная ориентация объектива относительно камеры, главным образом, относительно её механических и электрических соединений. Это особенно важно для механической передачи значения установленной диафрагмы в экспонометр, привода прыгающей диафрагмы и совмещения электрических контактов современных объективов с микропроцессорами. Электрические контакты также являются составной частью современных байонетов. Их размер и расположение входят в понятие стандарта.
Наиболее важна ориентация анаморфотных киносъёмочных объективов, дающих разный масштаб изображения в горизонтальной и вертикальной плоскостях. Кроме того, оправа некоторых объективов требует точного положения для правильной установки вспомогательного оборудования: устройств для макросъёмки, фоллоу-фокусов и компендиумов. Более технологичное и дешёвое резьбовое крепление в 1950-х годах было вытеснено байонетным, поскольку резьба не обеспечивает достаточной точности взаимной ориентации. Ещё одно преимущество байонета — более высокая оперативность замены объективов и меньший износ при частой замене.
Кроме крепления объектива к корпусу камеры, байонет может использоваться для крепления светозащитных бленд и насадок к передней части оправы. Некоторые фотосистемы допускают крепление объектива как в нормальном положении, так и в перевёрнутом, для макросъёмки. Для этого байонетом оснащается не только хвостовик оправы объектива, но и её передняя часть.

## Конструкция
Байонет представляет собой крепёжный узел высокой точности, состоящий из выступов хвостовика оправы объектива, входящих в соответствующие пазы фланца на корпусе камеры. Запирание байонета осуществляется поворотом объектива на небольшой угол (обычно от 45° до 70°) в положение, когда плоские выступы («лепестки») хвостовика переходной оправы фиксируются во фланце, заходя под его соответствующие выступы, чаще всего подпружиненные. В других конструкциях поворачивается не объектив, а специальная накидная гайка с фигурными прорезями, охватывающими лепестки оправы. Также в качестве байонета может использоваться крупная многозаходная резьба с коротким ходом. Такие конструкции дают возможность устанавливать соединения поворотных приводов прыгающей диафрагмы непосредственно при запирании и сохранять ориентацию объектива при каждой замене. Главные характеристики байонета — рабочий отрезок и диаметр — определяют доступный диапазон фокусных расстояний и светосилы объективов. 
Точность изготовления деталей байонета соответствует классу точности обработки фильмового канала и юстировки оптического тракта. Особенно высоки требования к точности соблюдения рабочего отрезка и параллельности фланца фокальной плоскости камеры. Первый параметр определяет возможность фокусировки на «бесконечность», а второй — резкость изображения по полю. Кроме высокой точности байонет должен обладать прочностью, достаточной для надёжного крепления тяжёлых объективов, а также коррозионной и износоустойчивостью. Поэтому для изготовления деталей байонетов часто используется высокосортная нержавеющая сталь. Для лёгких любительских объективов допускается использование прочных пластмасс.
Кроме соединительных деталей к конструкции байонета принято относить приводы прыгающей диафрагмы, механизм передачи её значения в экспонометр, муфты соединения с механизмом автофокуса, расположенным в корпусе камеры, а также электрические контакты. Эти контакты служат для передачи параметров в камеру и управления объективом, а также для подачи электропитания микропроцессору. Электропитание к сервоприводам телевизионных вариообъективов подаётся, как правило, отдельным кабелем, а сам байонет не содержит контактов. Современные фотографические байонеты, специально создававшиеся для автофокусной оптики, не содержат механических приводов, поскольку рассчитаны на электромеханические приводы диафрагмы и фокусировки, интегрированные в оправу. Некоторые байонеты предусматривают механическую связь, которая в дешёвых объективах такого стандарта заменяется электрической. К таким можно отнести байонет Nikon F, предусматривающий привод прыгающей диафрагмы и передачу её значения по спецификации AI. Однако наиболее современные профессиональные объективы с обозначением E не используют ни одну из этих механических связей, а бюджетная оптика не поддерживает спецификацию AI, используя электронный интерфейс.

## Крепления объективов фото, кино и видеотехники

### Байонеты для фотоаппаратуры
Байонеты для фотоаппаратуры значительно разнообразнее, чем крепления киносъёмочных и телевизионных объективов, разрабатывавшихся в качестве отраслевых стандартов. Некоторые типы байонета могут использоваться в различной аппаратуре, как в фотоаппаратах, так и в плёночных и цифровых кинокамерах. Особенно это касается типов соединений, применяемых в системах с близкими размерами кадра.
| Название                       | Рабочий отрезок, мм              | Диаметр, мм                | Размер кадра                    | Тип                                                        | Годы производства                     |
| ------------------------------ | -------------------------------- | -------------------------- | ------------------------------- | ---------------------------------------------------------- | ------------------------------------- |
| Mamiya RB                      | 112,0                            | ?                          | 6×7 см                          | байонет с замком на объективе                              | ?                                     |
| Mamiya RZ                      | 105,0                            | ?                          | 6×7 см                          | байонет с замком на объективе                              | ?                                     |
| Rolleiflex SL66                | 102,8                            | ?                          | 6×6 см                          | байонет                                                    | 1966—1992                             |
| Bronica                        | 101,7                            | 57                         | 6×6 см                          | байонет с многозаходной резьбой                            | ?                                     |
| Pentax 67                      | 84,95                            | ?                          | 6×7 см                          | наружный и внутренний байонет                              | ?                                     |
| Bronica GS1                    | ?                                | ?                          | 6×7 см                          | байонет                                                    | 1983—2002                             |
| Байонет В                      | 82,1                             | 60                         | 6×6 см                          | байонет с трёхзаходной резьбой                             | С 1957 года                           |
| Kowa Six / Super 66            | 79                               | ?                          | 6×6 см                          | накидное кольцо                                            | 1968—1974                             |
| Hasselblad 500/2000            | 74,9                             | ?                          | 6×6 см                          | байонет                                                    | —                                     |
| Байонет Б                      | 74,0                             | 60                         | 6×6 см                          | байонет с накидным кольцом                                 | С 1957 года                           |
| Rolleiflex SLX                 | 74                               | 75                         | 6×6 см                          | четырёхлепестковый байонет                                 | С 1976 года                           |
| Pentax 645                     | 70,87                            | ?                          | 6×4,5 см                        | байонет                                                    | —                                     |
| Mamiya 645                     | 63,3                             | ?                          | 6×4,5 см                        | байонет                                                    | С 1975 года                           |
| Leica Visoflex                 | 62,5                             | ?                          | 24×36 мм                        | байонет                                                    | 1935—1984                             |
| Hasselblad H                   | 61,63                            | ?                          | 6×4,5 см                        | байонет                                                    | ?                                     |
| Leica S                        | ?                                | ?                          | 54×45 мм                        | байонет                                                    | С 2008 года                           |
| T2-mount («М42×0,75»)          | 55                               | 42                         | 24×36 мм                        | резьба                                                     | С 1962 года — современный вид T-mount |
| Topcon UV                      | 55                               | ?                          | 24×36 мм                        | байонет                                                    | c 1964 года                           |
| T-mount («М37×0,75»)           | 50,2                             | 37                         | 24×36 мм                        | резьба                                                     | 1957-1962                             |
| Praktina                       | 50                               | 46                         | 24×36 мм                        | накидное кольцо                                            | c 1952 года                           |
| Icarex                         | 48                               | ?                          | 24×36 мм                        | накидное кольцо                                            | 1966—1971                             |
| Байонет Contax N               | 48                               | ?                          | 24×36 мм                        | байонет                                                    | с 2001                                |
| Байонет Ц (Зенит-4)            | 47,58                            | 47                         | 24×36 мм                        | Вариант байонета DKL                                       | 1964—1968                             |
| Байонет Leica R                | 47,0                             | ?                          | 24×36 мм                        | байонет                                                    | С 1964 года                           |
| Байонет Nikon F                | 46,5                             | 44                         | 24×36 мм                        | трёхлепестковый байонет                                    | С 1959 года                           |
| Olympus OM                     | 46                               | ?                          | 24×36 мм                        | трёхлепестковый байонет с замком на объективе              | 1972—2002                             |
| Contarex                       | 46                               | ?                          | 24×36 мм                        | трёхлепестковый байонет                                    | 1958—1966                             |
| Rolleiflex SL35                | 45,6                             | ?                          | 24×36 мм                        | трёхлепестковый байонет                                    | ?                                     |
| Байонет Contax-Yashica         | 45,5                             | 48                         | 24×36 мм                        | трёхлепестковый байонет                                    | 1975—?                                |
| Байонет K                      | 45,5                             | 48,5                       | 24×36 мм                        | трёхлепестковый байонет                                    | С 1976 года                           |
| Altix                          | 45,5 наружный; 42,5 внутренний   | ?                          | 24×36 мм                        | накидное кольцо                                            | 1939—1959                             |
| Mamiya E/EF (ZE/CS)            | 45,5                             | 49                         | 24×36 мм                        | байонет                                                    | С 1980 года                           |
| Pentina                        | 45,5                             | ?                          | 24×36 мм                        | накидное кольцо                                            | С 1960 года                           |
| M42×1                          | 45,5                             | 42                         | 24×36 мм                        | резьба                                                     | С 1948 года                           |
| M37×1                          | 45,46                            | 37                         | 24×36 мм                        | резьба                                                     | c 1939                                |
| Зенит                          | 45,2                             | 39                         | 24×36 мм                        | резьба                                                     | 1953—1967                             |
| Exakta                         | 44,7                             | 38                         | 24×36 мм                        | Трёхлепестковый байонет                                    | —                                     |
| Байонет DKL                    | 44,7                             | 47                         | 24×36 мм                        | Включает центральный затвор и привод регулировки диафрагмы | С 1957 года                           |
| Байонет А (Minolta A / Sony α) | 44,50                            | 49.7                       | 24×36 мм                        | трёхлепестковый байонет                                    | С 1986 года                           |
| Rolleiflex SL35                | 44,46                            | —                          | 24×36 мм                        | байонет                                                    | 1970—1998                             |
| Praktica B                     | 44,40                            | 48,5                       | 24×36 мм                        | байонет                                                    | С 1980 года                           |
| M40×1                          | 44                               | 40                         | 24×36 мм                        | резьба                                                     | 1938—1947                             |
| Canon EF                       | 44                               | 54                         | 24×36 мм                        | трёхлепестковый байонет                                    | С 1987 года                           |
| Canon EF-S                     | 44                               | 54                         | 22,2×14,8 мм                    | трёхлепестковый байонет                                    | С 2004 года                           |
| Байонет Sigma SA               | 44                               | 44                         | 24×36 мм                        | байонет                                                    | С 1992 года                           |
| Байонет Киев-Автомат           | 44,0                             | 41                         | 24×36 мм                        | байонет                                                    | 1965—1985                             |
| Minolta SR/MC/MD               | 43,50                            | ?                          | 24×36 мм                        | трёхлепестковый байонет                                    | 1958—2001                             |
| Fujica X                       | 43,5                             | ?                          | 24×36 мм                        | трёхлепестковый байонет                                    | ?                                     |
| Petriflex                      | 43,5                             | ?                          | 24×36 мм                        | накидное кольцо                                            | С 1963 года                           |
| en:Rectaflex Rectaflex         | 43,4                             | ?                          | 24×36 мм                        | байонет                                                    | 1947—1958                             |
| M41,2x1                        | 42,05                            | 41,2                       | 24×36 мм                        | резьба                                                     | С 1947 года                           |
| Байонет Д                      | 42,0                             | 40,5                       | 24×36 мм                        | накидное кольцо                                            | С 1965 года                           |
| Canon R                        | 41,9                             | 48                         | 24×36 мм                        | накидное кольцо                                            | 1959—1964                             |
| Canon FL                       | 41,9                             | 48                         | 24×36 мм                        | накидное кольцо                                            | 1964—1971                             |
| Canon FD                       | 41,9                             | 48                         | 24×36 мм                        | накидное кольцо                                            | 1971—1990                             |
| Canon FDn                      | 41,9                             | 48                         | 24×36 мм                        | байонет                                                    | 1978—1990                             |
| Байонет Miranda                | 41,5                             | 44                         | 24×36 мм                        | четырёхлепестковый байонет с резьбой 44×1                  | 1954-1974                             |
| Konica F                       | 40,5                             | 40                         | 24×36 мм                        | байонет                                                    | 1960—1963                             |
| Konica AR                      | 40,5                             | ?                          | 24×36 мм                        | байонет                                                    | 1965—1988                             |
| Стандарт 4:3                   | 38,67                            | 50                         | 17,3×13 мм                      | байонет                                                    | С 2003 года                           |
| Alpa                           | 37,8                             | 48                         | 24×36 мм                        | байонет                                                    | —                                     |
| Hasselblad XPan                | 34,27                            | ?                          | 24×65 мм                        | байонет                                                    | c 1998 года                           |
| Байонет Contax-Киев RF         | 34,85 наружный; 31,85 внутренний | 49 наружный; 36 внутренний | 24×36 мм                        | наружный и внутренний байонет                              | 1932—1985                             |
| Байонет Contax G               | 28,95                            | ?                          | 24×36 мм                        | байонет                                                    | 1994—2005                             |
| Olympus Pen F                  | 28,95                            | ?                          | 24×18 мм                        | байонет                                                    | С 1963 года                           |
| M39×1/28,8                     | 28,8                             | 39                         | 24×36 мм                        | резьба                                                     | 1932—1995                             |
| Нарцисс                        | 28,8                             | 24                         | 14×21 мм                        | резьба                                                     | 1961—1965                             |
| Байонет Leica M                | 27,8                             | ?                          | 24×36 мм                        | четырёхлепестковый байонет                                 | С 1954 года                           |
| M39×1/27,5                     | 27,5                             | 39                         | 18×24 мм                        | резьба                                                     | 1967—1974                             |
| Байонет 110                    | 27                               | ?                          | 17×13 мм                        | байонет                                                    | С 1978 года                           |
| Байонет Fujifilm G             | 26,7                             | ?                          | 32,9×43,8 мм                    | байонет                                                    | С 2017 года                           |
| Samsung NX                     | 25,5                             | 42                         | 23,4×15,6 мм                    | байонет                                                    | С 2010 года                           |
| Canon RF                       | 20                               | 54                         | 24×36 мм                        | байонет                                                    | С 2018 года                           |
| Байонет L                      | 20                               | 51,6                       | 24×36 мм                        | байонет                                                    | С 2014 года                           |
| Микро 4:3 (Micro Four Thirds)  | 19,25                            | 44                         | 17,3×13 мм                      | байонет                                                    | С 2008 года                           |
| Canon EF-M                     | 18                               | 47                         | 22,3×14,9 мм                    | байонет                                                    | С 2012 года                           |
| Байонет E (Sony NEX)           | 18                               | 46,1                       | 24×36 мм                        | байонет                                                    | С 2010 года                           |
| Fujifim X                      | 17,7                             | 40,6                       | 23,6×15,6 мм                    | байонет                                                    | С 2012 года                           |
| Nikon 1                        | 17                               | ?                          | 13,2×8,8 мм                     | байонет                                                    | 2011—2018                             |
| Байонет Nikon Z                | 16                               | 55                         | 24×36 мм                        | четырёхлепестковый байонет                                 | С 2018 года                           |
| Pentax Q                       | 9,2                              | ?                          | 6,17×4,55 мм; 7,44×5,58 мм (Q7) | байонет                                                    | С 2011 и 2013 года                    |
| Samsung NX-M                   | 7,3                              | ?                          | 13,2×8,8 мм                     | байонет                                                    | ?                                     |

### Байонеты для киноаппаратуры
Байонеты киносъёмочных объективов разрабатываются с учётом возможности их использования для различных кинематографических систем, основанных на одном формате носителя. Поэтому, спецификация таких байонетов чётко оговаривает формат плёнки, а не конкретные размеры кадра киносистем. Так, большинство байонетов для 35-мм кинокамер могут быть использованы как для сферической оптики, так и для анаморфотной. Конструктивно киносъёмочные байонеты отличаются более глубокой посадкой объектива из-за особенностей конструкции зеркального обтюратора. Его вращение в одной плоскости позволяет делать задний отрезок объективов значительно короче, чем у оптики для зеркальных фотоаппаратов. Байонеты, используемые в телевизионных и видеокамерах чаще всего обозначаются по размеру светочувствительных сенсоров в долях дюйма, поскольку эти форматы ведут происхождение от вакуумных передающих трубок, размер изображения которых выражался их внешним диаметром. В отличие от фототехники, телевизионные байонеты существуют в качестве отраслевого стандарта, за исключением полудюймового байонета Sony, отличающегося от общепринятого аналога. Кроме того, в отличие от фотоаппаратов, поддерживающих единственный тип байонета, многие типы плёночной и цифровой киноаппаратуры выпускаются в нескольких вариантах с креплением для оптики разных стандартов. Наибольшее распространение в современной киноаппаратуре получили байонеты Arri PL, Panavision PV и Canon EF.
| Сравнительная таблица наиболее распространённых креплений киносъёмочных и ТВ-объективов | Сравнительная таблица наиболее распространённых креплений киносъёмочных и ТВ-объективов | Сравнительная таблица наиболее распространённых креплений киносъёмочных и ТВ-объективов | Сравнительная таблица наиболее распространённых креплений киносъёмочных и ТВ-объективов | Сравнительная таблица наиболее распространённых креплений киносъёмочных и ТВ-объективов | Сравнительная таблица наиболее распространённых креплений киносъёмочных и ТВ-объективов |
| Название                                                                                | Рабочий отрезок, мм                                                                     | Диаметр, мм                                                                             | Формат                                                                                  | Конструкция                                                                             | Производство                                                                            |
| --------------------------------------------------------------------------------------- | --------------------------------------------------------------------------------------- | --------------------------------------------------------------------------------------- | --------------------------------------------------------------------------------------- | --------------------------------------------------------------------------------------- | --------------------------------------------------------------------------------------- |
| Aaton Universal                                                                         | 40                                                                                      | 50                                                                                      | 16-мм                                                                                   | трёхлепестковый байонет с накидной гайкой                                               | с 1974 года                                                                             |
| CA-1 (Eclair)                                                                           | 48                                                                                      | 45,85                                                                                   | 16-мм/35-мм                                                                             | двухлепестковый байонет                                                                 | с 1947 года                                                                             |
| Красногорский байонет                                                                   | 52                                                                                      | 43                                                                                      | 16-мм                                                                                   | двух- или четырёхлепестковый байонет                                                    | —                                                                                       |
| Arri Standard                                                                           | 52                                                                                      | 41                                                                                      | 16-мм/35-мм                                                                             | четырёхлепестковый байонет с накидной гайкой                                            | с 1937 года                                                                             |
| Байонет Arri                                                                            | 52                                                                                      | 41                                                                                      | 16-мм/35-мм                                                                             | байонет                                                                                 | с 1965 года                                                                             |
| Arri PL                                                                                 | 52                                                                                      | 54                                                                                      | 16-мм/35-мм                                                                             | четырёхлепестковый байонет с накидной гайкой                                            | с 1982 года                                                                             |
| Arri Maxi PL                                                                            | 73,5                                                                                    | 64                                                                                      | 70-мм                                                                                   | четырёхлепестковый байонет с накидной гайкой                                            | —                                                                                       |
| BNCR (Mitchell)                                                                         | 61,468                                                                                  | 68                                                                                      | 35-мм                                                                                   | четырёхлепестковый байонет с накидной гайкой                                            | с 1967 года                                                                             |
| ОСТ-19 (СССР)                                                                           | 61                                                                                      | 68                                                                                      | 35-мм                                                                                   | четырёхлепестковый байонет с накидной гайкой                                            | —                                                                                       |
| PV (Panavision)                                                                         | 57,15                                                                                   | 49,5                                                                                    | 16-мм/35-мм                                                                             | четырёхлепестковый байонет с накидной гайкой                                            | с 1972 года                                                                             |
| Red One                                                                                 | 27,3                                                                                    | —                                                                                       | «Супер-35»                                                                              | байонет                                                                                 | —                                                                                       |
| Bolex                                                                                   | 23,22                                                                                   | —                                                                                       | 16-мм                                                                                   | байонет с накидной гайкой                                                               | —                                                                                       |
| B4 (HDTV 2/3)                                                                           | 65,03 в стекле / 48,0 в воздухе                                                         | —                                                                                       | 2/3 дюйма                                                                               | трёхлепестковый байонет                                                                 | —                                                                                       |
| 1/2 Sony                                                                                | 38                                                                                      | —                                                                                       | 1/2 дюйма                                                                               | трёхлепестковый байонет                                                                 | —                                                                                       |
| 1/2 General                                                                             | 35,74                                                                                   | —                                                                                       | 1/2 дюйма                                                                               | трёхлепестковый байонет                                                                 | —                                                                                       |

Байонеты современных киносъёмочных аппаратов кроме фиксации объектива и соединения его с камерой, выполняют функцию смещения оптической оси относительно центра киноплёнки для смены форматов с несимметричным расположением кадра на производственный формат «Супер-35», кадр которого симметричен относительно перфорации. Для этого фланец байонета закрепляется в эксцентриковом основании, поворот которого на 180° смещает центр байонетного кольца относительно кадрового окна на 1,125 мм. Такое устройство сочетается со сменными кадровыми рамками и модулем грейферного механизма, делая 35-мм кинокамеры многоформатными.

## Совместимость
Непосредственная совместимость байонетных соединений различных типов невозможна из-за различной формы и диаметра соединительных деталей. Установка объективов с одним типом байонета на камеру другой системы возможна только через адаптер или после замены фланца камеры. Последний способ применим для некоторых цифровых кинокамер, предусматривающих такую процедуру.
При этом полноценная совместимость возможна не во всех случаях из-за разницы рабочих отрезков. Так, объектив, оснащённый байонетом с меньшим рабочим отрезком, чем байонет камеры, при установке не сможет фокусироваться на «бесконечность», поскольку расположен слишком далеко от фокальной плоскости. В некоторых случаях это позволяет проводить съёмку на конечных дистанциях, например, портретную. Но в случае большой разницы такой объектив пригоден только для макросъёмки. Иногда совместимость достигается переделкой оправы, но такая процедура возможна только в заводских условиях и по стоимости часто сопоставима со стоимостью всего объектива. Кроме того, объективы с коротким задним отрезком невозможно установить на зеркальные камеры из-за наличия подвижного зеркала или зеркального обтюратора. Существуют адаптеры с рассеивающей линзой, компенсирующей разницу, но такое решение неприменимо для короткофокусной оптики и часто приводит к значительному уменьшению разрешающей способности из-за нарушения корригирования аберраций объектива. Полноценная совместимость объективов с коротким рабочим отрезком через адаптер возможна только в случае большой разницы диаметров соединения, когда диаметр байонета камеры значительно больше диаметра хвостовика объектива. Это справедливо, главным образом, для больших киносъёмочных байонетов, на которые можно устанавливать фотообъективы с более коротким рабочим отрезком.
В случаях, когда рабочий отрезок объектива превосходит рабочий отрезок байонета камеры или равен ему, оптическая совместимость возможна всегда за счёт длины адаптера, но электрические и механические связи в большинстве случаев остаются неработоспособными. Для получения частичной совместимости электронных интерфейсов применяются специальные переходники, получившие жаргонное название «одуванчик».
Однако, при наличии в объективе механизма прыгающей диафрагмы, даже в случае применения «одуванчика» его полноценная работа невозможна из-за чрезвычайной сложности механического совмещения приводов камеры и объектива различных стандартов. А в случае электромеханического привода прыгающей диафрагмы (например, объективов Canon EF), работа с адаптером возможна, чаще всего, только при полностью открытой диафрагме. Некоторые адаптеры для оптики с механическим приводом диафрагмы (например, Nikon) для удобства фокусировки могут оснащаться ручным приводом, позволяющим принудительно открывать диафрагму, закрытую в нормальном состоянии до рабочего значения. Все адаптеры поддерживают только съёмку в режимах приоритета диафрагмы или ручном. Режимы приоритета выдержки и программный не поддерживаются из-за сложности реализации автоматической работы диафрагмы на «чужой» камере. Стоимость адаптеров, поддерживающих автоматику диафрагмы и её закрывание, сопоставима с ценой бюджетной зеркальной фотокамеры. Использование киносъёмочных объективов для фотографии также возможно только в режимах приоритета диафрагмы или ручном, поскольку кинооптика оснащается диафрагмой, которая закрывается вручную.

#### IMS
IMS (англ. Interchangeable Mount System) — стандарт кинооборудования, предполагающий использование сменных фланцев с разными байонетами, монтируемых на корпус одноматричных камер. Система позволяет практически неограниченно использовать объективы любых стандартов и с любыми рабочими отрезками. Разработана компанией P+S Technik